# لاک‌پشت‌های سربزرگ ماداگاسکار و آمریکای جنوبی
لاک‌پشت‌های سربزرگ ماداگاسکار و آمریکای جنوبی تیرهای از لاک پشت های کنارگردن بومی ماداگاسکار و شمال آمریکای جنوبی هستند، اگرچه در گذشته به‌طور گسترده‌تری توزیع شده بودند.
تیرهٔ لاک‌پشت‌های سربزرگ ماداگاسکار و آمریکای جنوبی شامل تنها سه سرده زنده است که دو مورد از آنها تنها دارای یک گونه هستند:
- Erymnochelys- لاک پشت سربزرگ ماداگاسکار
- Peltocephalus- لاک پشت سربزرگ آمازون
- پودوکنمیس- لاک پشت‌های رودخانه ای کنارگردن آمریکای جنوبی